# Bofors 20 mm automatkanon m/49
20 mm automatkanon m/49, kort 20 mm akan m/49, var en svensktillverkad flygplanautomatkanon utvecklad av Bofors, baserad på en förbättrad version av deras 20 mm flygplanautomatkanon L/70 från 1945. Vapnet köptes in av Kungliga Flygförvaltningen (KFF) som beväpning till attackflygplanet A 32A, vilken togs i bruk 1956. Varje flygplan bestyckades med fyra kanoner.

## Tillverkning och uppbyggnad
20 mm akan m/49 tillverkades av Bofors och var ett mekaniskt, gasdrivet automatvapen med kort piprekyl och bältmatning.
Kanonen bestod av följande huvuddelar:
- Eldrör
- Låda
- buffertanordning
- mekanisminrättning med mantel och utkastaranordning
- matarinrättning
- avfyringsinrättning och säkringsmagnet.

Total vikt med säkrings- och avfyrningsmagnet uppgick till 59 kg.

## Funktion
Vapnets arbetsgång var i stort följande: Efter avfyrning rekylerade det så kallade "rekylerande systemet" (eldrör, låda och buffertanordning) tillsammans med mekanisminrättning. Vid början av rekylrörelsen påverkades en anordning som upphävde mekanismens regling vid eldröret, denna anordning kunde tillsammans med krutgasens tryck tvinga mekanismen att fortsätta den bakåtgående rörelsen så att manöver- och buffertfjädrarna trycktes samman. Hela detta systems rörelse togs upp av en rekylfjäder som sedan förde fram eldrör, låda och buffertanordningen. Mekanismen kastades i sin tur fram av manöver- och buffertfjädrar. Under mekanismens rörelse bakåt kastades tomhylsan ut och en ny patron fördes fram i inmatningsläget. Under mekanismens rörelse framåt fördes denna patron in i patronläget. Allt detta skedde så att kanonen kunde hålla en eldhastighet av 775 skott per minut. Vapnet existerade i både höger och vänstermatande format.

## Ammunition

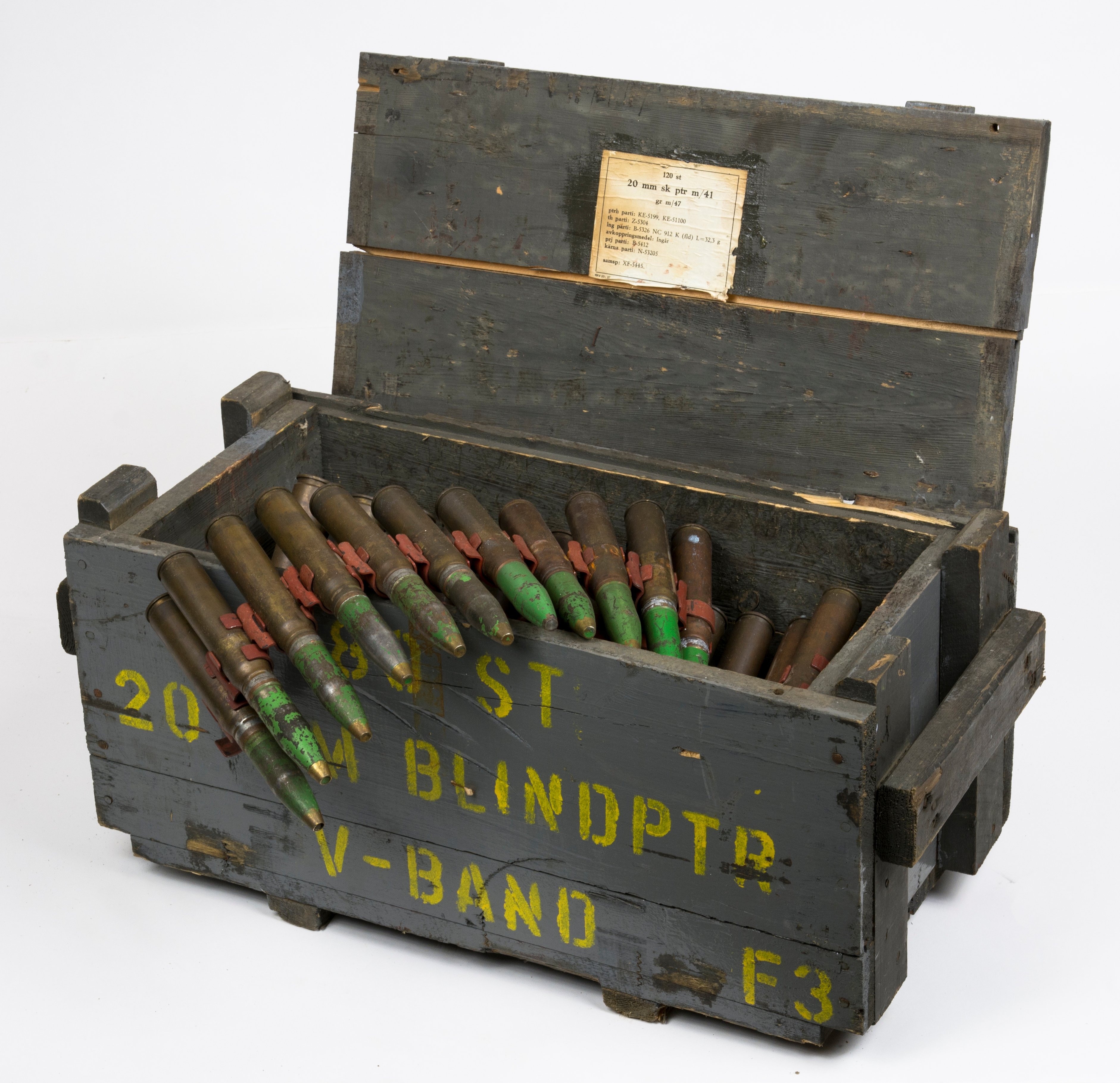
Här ses blind 20 mm ammunition m/41 i trälåda. Varje patron är bandad i länk m/49.

Kaliberbeteckning var 20 mm och 6st olika granater eller projektiler fanns till patronen. Grundpatron var 20 mm skarppatron m/41. Följande granater och projektiler fanns som ammunitionsutförande:
- Spränggranat m/47 (gr m/47)
- Pansargranat m/47 (pgr m/47)
- Spårljusgranat m/47 (slgr m/47)
- Övningsprojektil m/47 (övnprj m/47)
- Mingranat m/52 (mingr m/52)
- Övningsprojektil m/52 (övnprj m/52)

Utöver dessa fanns även en variant som var helt ofarlig, en helgjuten så kallad "blind" granat.
För inmatning av ammunition i kanonen användes ett ammunitionsband med benämning länk m/49 och bandning av ammunitionen skedde med hjälp av länkfyllare m/45